# Peder Siöblad
Peder Christersson Siöblad, född på 1530-talet, död före 29 februari 1604, var en svensk ståthållare.

## Biografi
Peder Siöblad var son till häradshövdingen Christer Larsson (Siöblad). Han blev 1561 hövitsman för Nyköpingsfänikan av Södermanlands knektar och deltog 1563 med denna i Jakob Bagges expedition till Rostock för att avhämta en hessisk prinsessa, som var föremål för Erik XIV:s giftermålsplaner. Han överflyttades senare till Småland, där han fick befälet över en ryttarfana, i vilken ingick adelns rusttjänst från detta landskap. Han deltog våren 1565 under Charles De Mornay i försvaret av Sydsverige och var med i operationen mot Varberg, varefter hans förband upplöstes och instacks i Lindorm Perssons fana. Han deltog i slaget vid Axtorna samma år och försvarade 1566 Sunnerbo mot Daniel Rantzaus danska armé. 1567 kommenderades han av kungen till Stockholm, var 1568–1569 tillsammans med Bengt Ribbing ståthållare på Kalmar slott och blev 1569 lagman på Öland. Han deltog i 1590 års riksdag i Stockholm. Som en av hertig Karls trognaste anhängare utnämndes han 1598 till hövitsman på Västerås slott. Samma år skickades han tillsammans med Carl Carlsson Gyllenhielm till Uppland för att organisera försvaret mot de Sigismundtrogna trupperna. Han omtalas 1600 som befallningsman i Södermanland och var 1602 ståthållare på Nyköpingshus.